# Cortrique
Cortrique (en neerlandés: Kortrijk; en francés: Courtrai) es una ciudad y comuna flamenca de Bélgica situada en la provincia de Flandes Occidental. Se encuentra cerca de la frontera con Francia. La ciudad de Cortrique absorbe en su área metropolitana a ciudades como Wevelgem, Kuurne y Harelbeke.
Sin las cercanas poblaciones de Wevelgem, Kuurne y Harelbeke, la ciudad tiene una población cercana a los 81 000 habitantes. Cortrique está situada a orillas del río Lys, 42 km al sudoeste de Gante y ocupa un espacio de 80,03 km². 
Actualmente es una ciudad flamenca con edificios históricos, una intensa vida cultural y una situación privilegiada, entre Brujas, Gante y Lille y a media hora de ellas en tren. El municipio de Cortrique abarca los pueblos de Aalbeke, Bellegem, Bissegem, Heule, Kooigem, Marke y Rollegem. 
El idioma oficial en Cortrique es el neerlandés, pero la cultura políglota de sus habitantes ofrece la posibilidad de hablar en francés, inglés y alemán.
Es una ciudad universitaria, centro turístico e industrial de Flandes Occidental. El alcalde de la ciudad es Ruth Vandenberghe (Partido Liberal, Open VLD).
Junto a la ciudad francesa de Lille y a la valona Tournai forma la Eurometrópolis Lille-Tournai-Kortrijk.

## Historia

### Orígenes y Edad Media
Los primeros indicios de asentamiento humano se remontan al 100 a. C. 
Cortrique ocupó un puesto importante en el Ducado de Flandes. La ciudad fue residencia de los Condes de Flandes. 
La Batalla de Cortrique o Batalla de las Espuelas de Oro, se libró alrededor de sus muros el 11 de julio de 1302. Desde su llegada al trono de Francia en 1285, Felipe IV el Hermoso sólo tuvo una ambición: aumentar las posesiones de la Corona. Entre sus objetivos estaba Flandes, territorio rico y próspero gracias a su industria textil. El conde de Flandes, Guido de Dampierre, se apresuró a desafiar al rey de Francia con la firma, en 1297, de un tratado de alianza con Eduardo I de Inglaterra. La réplica no se hizo esperar y las tropas francesas, al mando de Carlos de Valois, hermano del rey, invadieron Cortrique. Finalizada la tregua, en 1300, Carlos de Valois se apoderó de todo Flandes. Guido de Dampierre, que había ido a París a implorar el perdón del rey, fue encarcelado. Flandes pasó entonces a formar parte del reino de Francia, pero los flamencos no aceptaron de buen grado esta dependencia. En la noche del 18 de mayo de 1302, los habitantes de Brujas degollaron a los franceses y a sus secuaces en lo que se denominó los maitines de Brujas, con más de doscientos muertos. La mañana del 11 de julio de 1302, Roberto de Artois reagrupó sus batallones en tres grandes cuerpos. Los flamencos formaron un arco de circunferencia detrás del río. La derrota fue total para los franceses. Los flamencos recogieron los estandartes y las espuelas de los caballeros franceses muertos.
La ciudad fue reconstruida tras el incendio casi total de 1382.

### SiglosXVyXVI
La mayor parte del siglo XV, la ciudad prosperó bajo el gobierno de los duques de Borgoña, hasta que en 1477, con la muerte de Carlos el Temerario comenzó la guerra de Sucesión de Borgoña, que llevó a la lucha con Francia.
El siglo XVI estuvo marcado por las confrontaciones engendradas por la reforma religiosa y la sublevación de las Provincias Unidas contra Felipe II de España. Los calvinistas la toman en 1578, tras el Edicto perpetuo, dos años después el 27 de febrero fue recuperada por los católicos. Pasando a formar parte de los Países Bajos Españoles.
Durante el reinado de Luis XIV (1643-1715) Cortrique fue ocupada entre 1646-1648, 1667-1678 y en 1683 por Francia, a lo largo de varias guerras que se sucedieron y sus fortificaciones destruidas en 1684, antes de su devolución a España tras finalizar la guerra de las Reuniones con la tregua de Ratisbona. Ocupada por las tropas de la Gran Alianza en 1708, durante el sitio de Lille. El Tratado de Baden (1714) la asignó a los habsburgos austríacos, tras el fin del linaje de los habsburgos españoles.

### Edad Contemporánea
Entre 1794 y 1815 tiene lugar la ocupación francesa, pero también la expansión de las ideas revolucionarias, que traen consigo una serie de reformas políticas y urbanísticas que promueven la industrialización de la ciudad. Tras la derrota de Napoleón, los Países Bajos del sur ya no vuelven a los Habsburgo, sino que se produce una reunificación de los Países Bajos bajo Guillermo I, la ciudad prospera económicamente, aunque las tensiones, principalmente religiosas, provocan la escisión en 1830 del reino de Bélgica.
Durante las dos guerras mundiales, la ciudad sufre bastantes daños.

## Demografía

### Evolución
Todos los datos históricos son relativos al actual municipio. El siguiente gráfico refleja su evolución demográfica, incluyendo municipios después de efectuada la fusión el 1 de enero de 1977.
| Gráfica de evolución demográfica de Cortrique entre 1846 y 2025 |
|                                                                 |

## Transporte
Tren
También hay paradas de trenes tanto nacionales como internacionales. Cortrique tiene conexiones directas por tren con Amberes, Brujas, Bruselas, Lille, Oudenaarde, Malinas, Ostende, Ypres y Gante, existiendo varios tipos de servicios: 
- Trenes locales (L) que paran en todas las estaciones de su recorrido.
- Trenes intercity (IC) que sólo paran en las principales estaciones.
- Trenes interregionales (IR) que paran en las principales estaciones y alguna secundaria.

Carretera

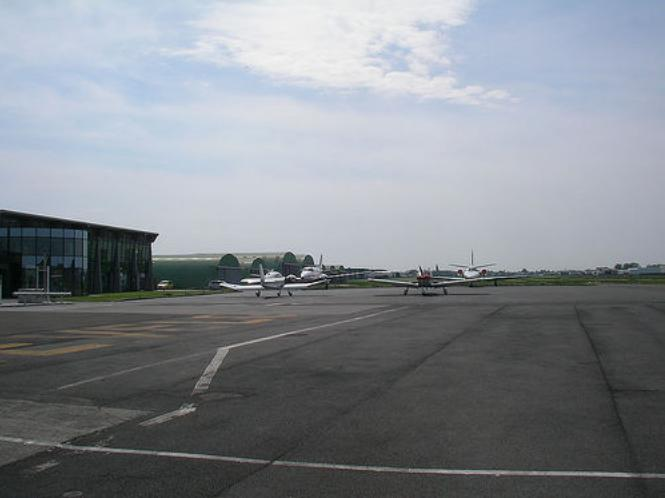
El Aeropuerto Internacional de Cortrique

El acceso en automóvil se hace realmente fácil, ya que a ella llegan las autopistas E17, E403 y A19. Las autopistas tienen varias entradas a Cortrique que conectan con la circunvalación de la ciudad (R8). 
Avión
- El Aeropuerto de Cortrique (situado en la localidad de Wevelgem) está a 7 kilómetros de Cortrique (Kortrijk Airport).

- El aeropuerto de Lille (situado en la localidad de Lesquin) está a 40 kilómetros de Cortrique (vuelos con Iberia y Air France).

- El aeropuerto Brussels National de Bruselas (situado en la localidad de Zaventem) está a 100 kilómetros de Cortrique (vuelos con Iberia y Brussels Airlines).

- Charleroi, la ciudad en la que se sitúa el segundo aeropuerto de Bruselas, está a 130 kilómetros de Cortrique (vuelos con Raynair).

Autobús

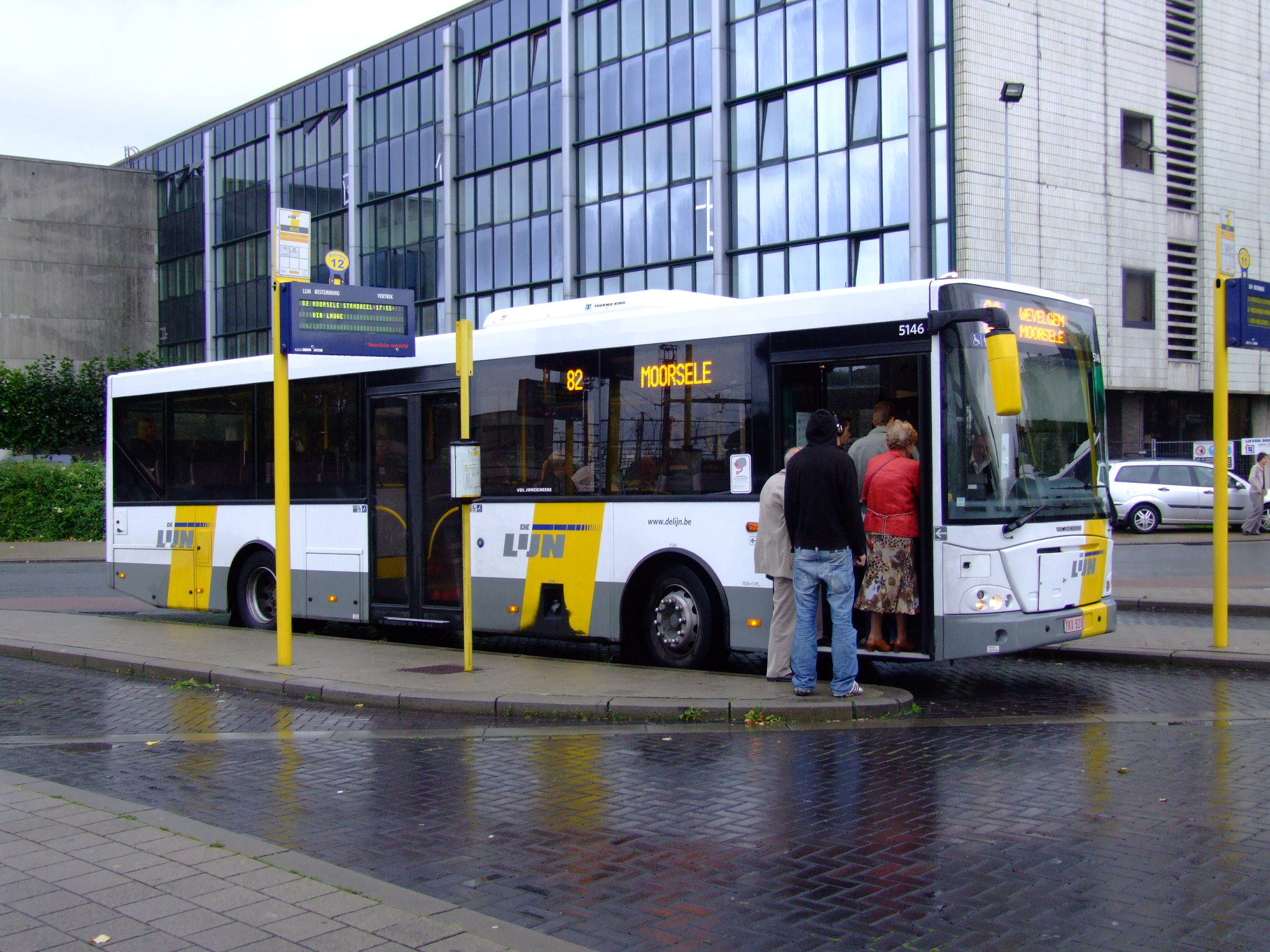
Autobús de De Lijn en Cortrique.

En Cortrique, los autobuses son operados por la compañía De Lijn que interconecta lugares de interés sin atender a límites municipales. Cortrique está conectada con gran número de poblaciones en diversos municipios.
Estas líneas atraviesan Cortrique y son usadas para el transporte dentro de la ciudad, aunque Cortrique tiene aparte 16 líneas urbanas de autobús.
Como en toda Bélgica, los billetes comprados directamente en el autobús tienen un recargo de casi un 70%, por lo que es habitual adquirir antes en tiendas tarjetas de 8 euros de las que se va descontando el importe del viaje. Para las líneas urbanas existe una tarjeta de 8 euros (10 viajes).
Bicicleta
Como en el resto de los Países Bajos y Flandes, la bicicleta es el medio de transporte preferido por gran parte de la población. Muchas calles de Cortrique tienen carriles-bici, y en las que no hay un carril aparte, suele haber una franja diferenciada en la que las bicicletas tienen prioridad, de forma que si una bicicleta circula por ella, los automóviles deben dejar esa franja libre.

## Economía y servicios
La industria textil aún sigue vigente en Cortrique. Hoy, esta ciudad no solo produce textiles.

## Monumentos y lugares de interés

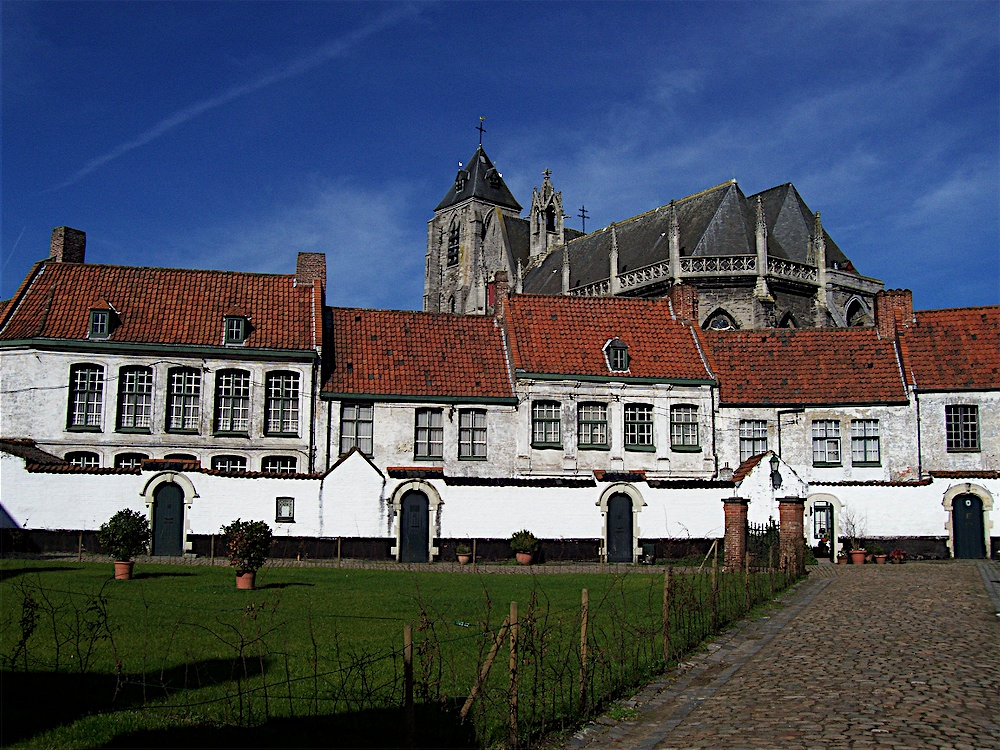
Centro histórico.

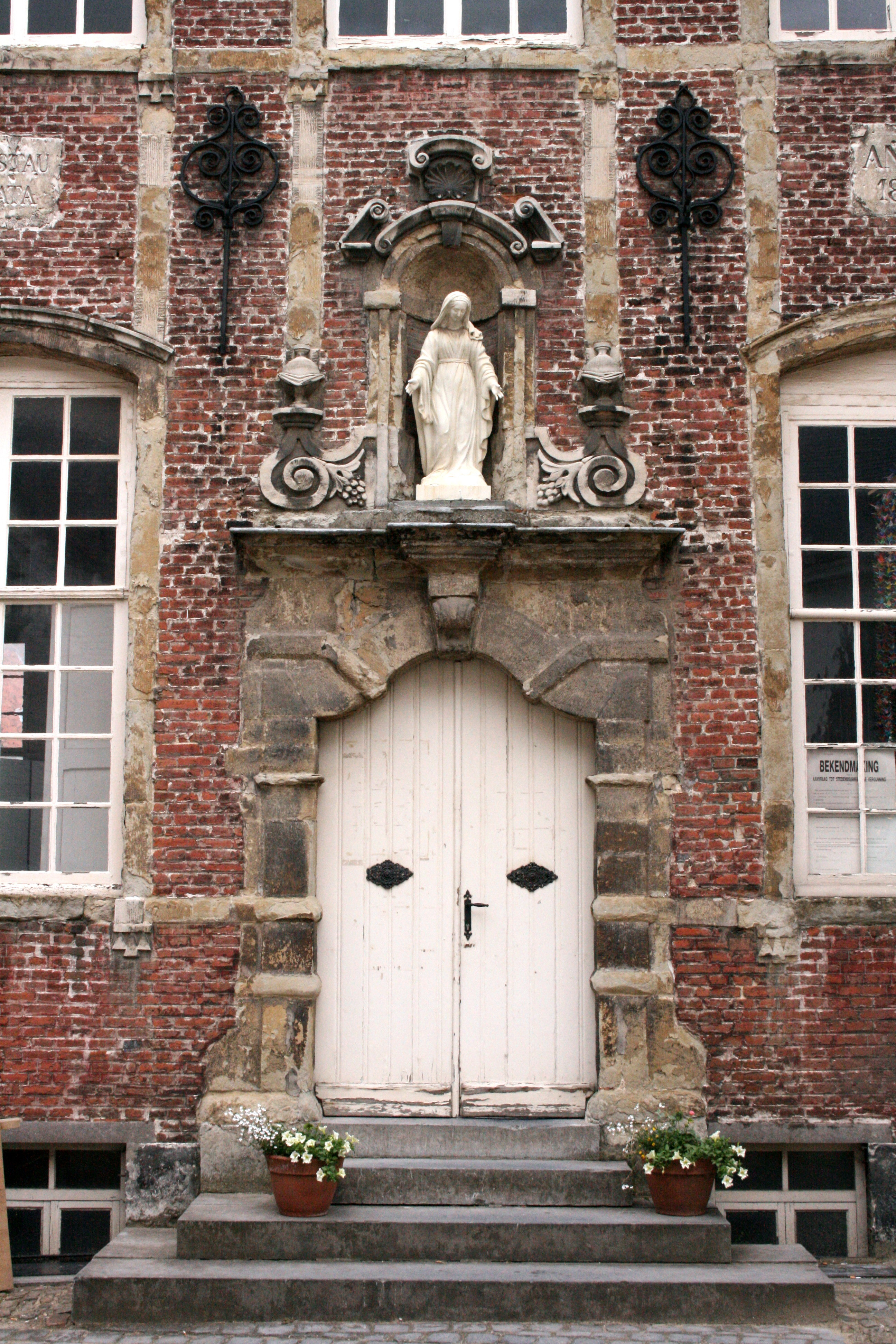
Casas en el centro histórico.

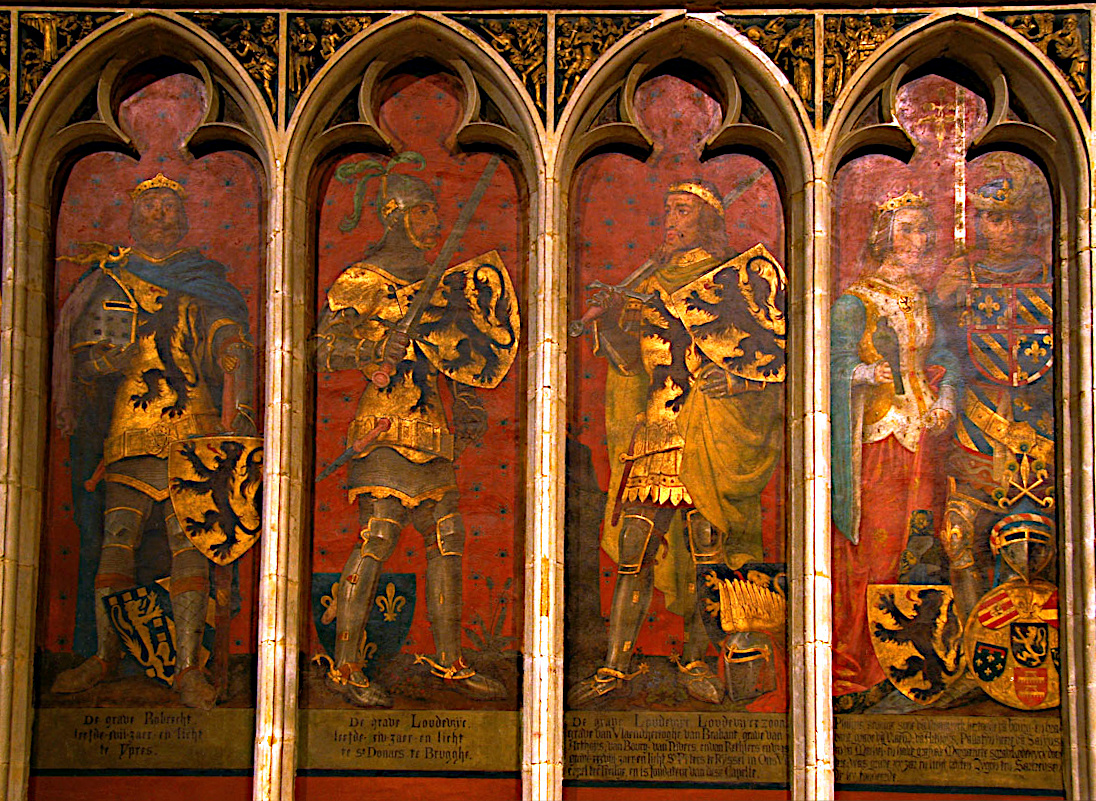
Capilla del Conde.

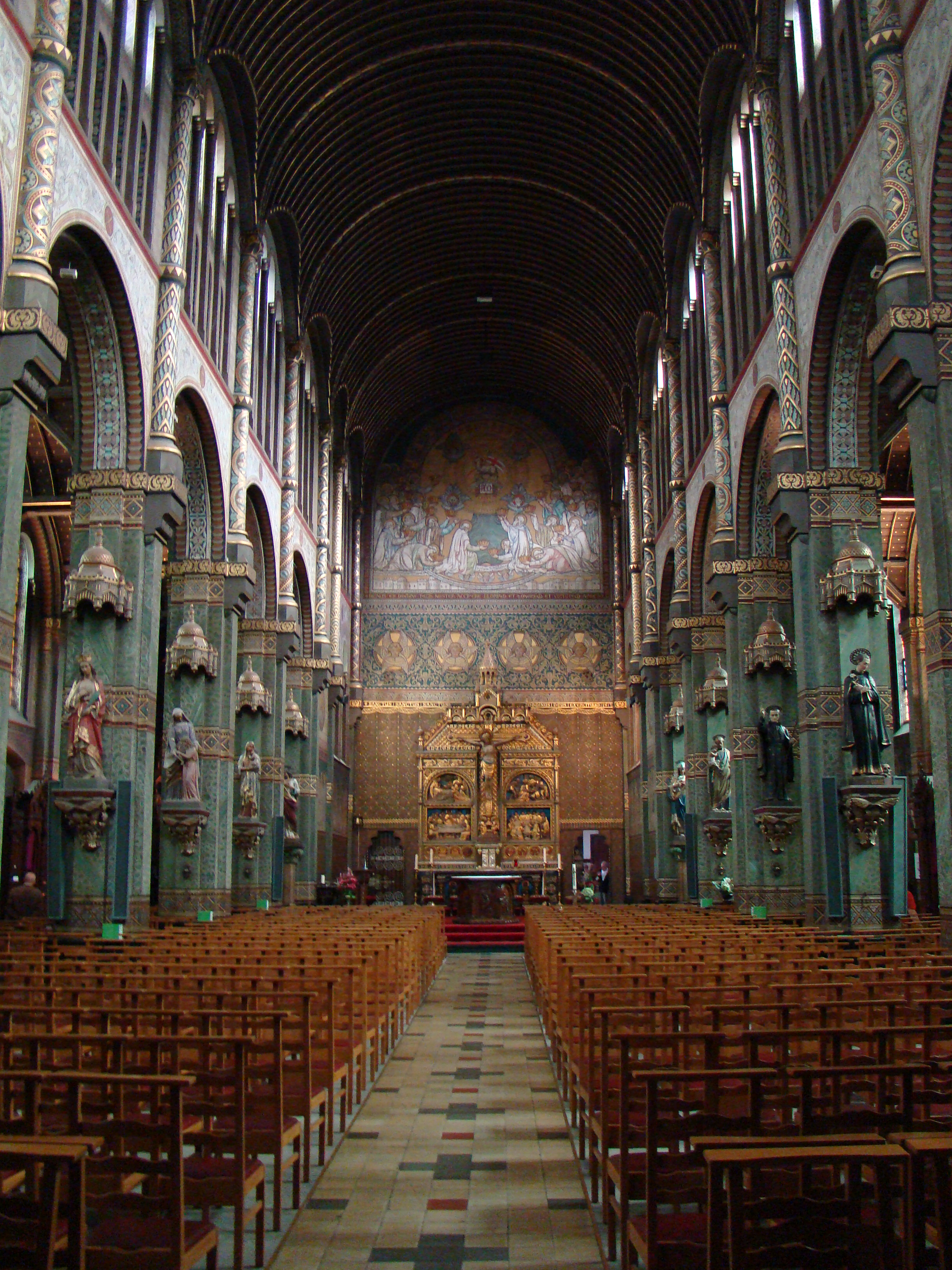
Interior de la iglesia San Antonio.

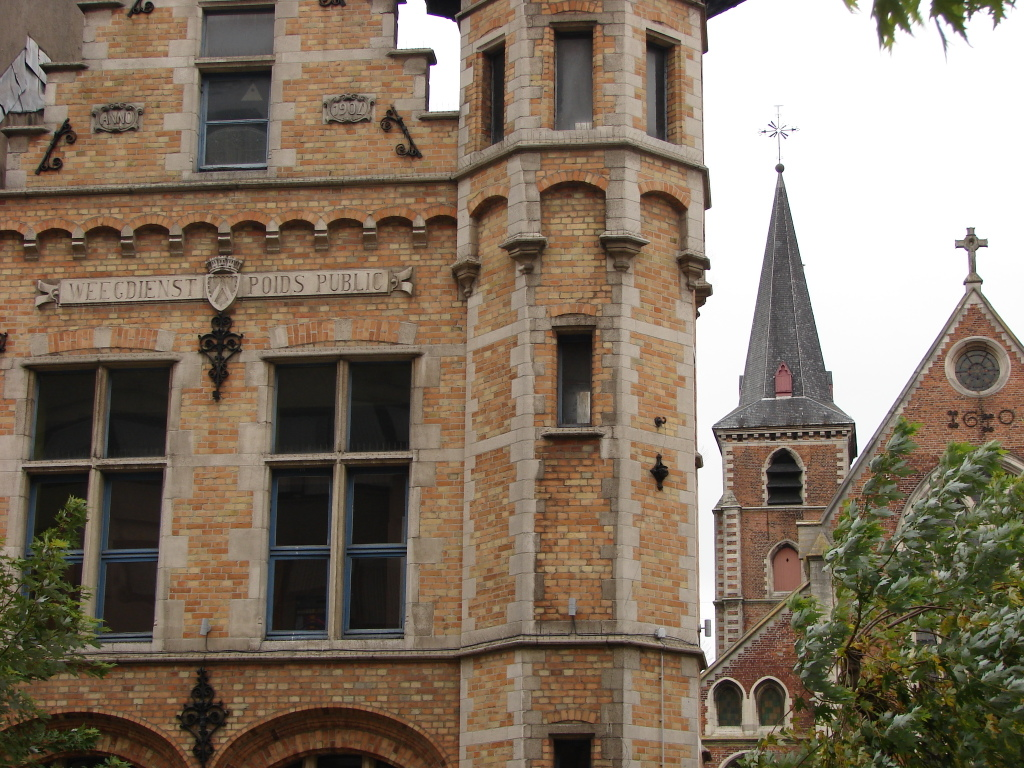
Casa del peso público y la iglesia San Miguel.

Cortrique ofrece, aparte de su interés arquitectónico, museos, muchas tiendas, restaurantes y una vida nocturna emocionante con numerosos conciertos. 
La ciudad puede ser descubierta en barco, en bici o bien a pie, ya que sus no muy extensas dimensiones lo hacen posible de forma agradable si uno resiste el frío con buen humor.
Cortrique conserva un casco histórico antiguo muy bien preservado, donde podemos encontrar muchas cosas interesantes. Desde castillos - Castillo 't Hoge y ruinas del Castillo de los Condes- hasta iglesias góticas, pasando por el Belfort (torre campanario) o por numerosas plazas y parques. Asimismo podemos encontrar museos en toda la ciudad, entre los que destaca el Texture y Kortrijk 1302. 

### Arquitectura civil
- Ayuntamiento gótico (historisch stadhuis). El Ayuntamiento es de principios del siglo XVI. En su interior podemos visitar la Sala de los Regidores y la Sala del Concejo, en las que hay dos preciosas chimeneas.
- Torre Campanario (Belfort), ha sido declarado por la Unesco, Patrimonio de la Humanidad como parte del conjunto de Campanarios de Bélgica y Francia.[5] Una torre del siglo XIV, rematada con tres pináculos en aguja y cubierta con enredaderas. En la base del pináculo central se hallan dos estatuas que dan las horas, reproducción de originales llevados por Felipe II de Borgoña a Dijon en 1382.
- Las Torres Broel, dos imponentes torreones de los siglos XII y XIII, construidos como guardianes del puente Broeltorens sobre el río Lys, único resto que queda de las murallas mandadas destruir por Luis XIV de Francia en 1684.
- La Torre de Artillería (Artillerietoren).
- Casa del peso público (Kortrijkse Stadswaag).
- El Hospital de Nuestra Señora (Onze-Lieve-Vrouwehospitaal) (1200-1204).
- El Baggaertshof, con 13 casas de la Edad Media, una capilla y un jardín botánico.
- El Groeningekouter, el parque con el Puerto Groeninge (Un arco de triunfo) y el Monumento Groeninge para conmemorar la victoria militar: la Batalla de Courtrai.
- El palacio Roeland y el palacio Ghellinck (1698), edificios históricos muy importantes.
- El Teatro Stadsschouwburg (estillo: Renacimiento).
- El Palacio de Justicia.
- El Casino (1844).
- Casas en estilo art nouveau y art deco.

### Arquitectura religiosa
- El pintoresco barrio del beguinaje o comunidad de beguinas (1238), fundado en 1238 y declarado por la Unesco Patrimonio de la Humanidad en 1998 como parte del conjunto Beguinajes flamencos.[6] La pequeña plaza central está adornada con la estatua de la fundadora, Juana de Constantinopla, condesa de Flandes. Hoy está formada por 41 casitas del siglo XVII (Arquitectura barroca). En el número 27 se halla el museo local, antigua casa de la superiora.
- La Iglesia de San Martín (1300), una iglesia gótica con un precioso pórtico del finales del XVI y una torre en la fachada.
- La iglesia de Nuestra Señora (Onze-Lieve-Vrouwekerk) contiene un magnífico retablo pintado por Anton van Dyck. Fue fundada por el rey Balduino IX de Constantinopla entre los siglos XIII y XIV. La fachada presenta enormes torres.
- La Capilla del Conde (Gravenkapel), Mausoleo para el conde Luis II de Flandes. Hizo de ejemplo para la Sainte Chapelle. En su interior destaca una estatua de Santa Catalina.
- La Iglesia de San Miguel
- La Iglesia de San Juan el Bautista
- La Abadía Groeninge (Groeningeabdij)
- La Capilla de San Nicolás.
- La Iglesia de San Elegio
- La Iglesia de San Roque
- La Iglesia de Santa Isabel
- La iglesia de San Antonio o Toontjes kerk con lugar de Peregrinación por Isidoor De Loor
- La Iglesia de San Damián

### Museos
- Kortrijk 1302: un día, siete siglos.
- Texture: museo a orillas del río Lys y el lino
- Abadía Groeninge, se narra la historia de la ciudad
- Museo del Béguinage
- Museo de la Película
- Museo de la Agricultura

## Educación
Cortrique es una ciudad importante en relación con la educación. A continuación se detallan los estudios disponibles, señalándose con un asterisco aquellos que gozan de especial renombre:
- Educación primaria y secundaria

Las escuelas de primaria están repartidas por todo el territorio de la ciudad y su distrito (arrondissement), de forma que la práctica totalidad de los alumnos de primaria se desplazan a pie hasta su colegio. Las escuelas de secundaria se encuentran en la ciudad y ofrecen además de la enseñanza general algunas especialidades.
|  | Universidad                                      | Fundación | Acrónimo | Tipo                 |
|  | ------------------------------------------------ | --------- | -------- | -------------------- |
|  | Universidad Católica de Lovaina Campus Cortrique | 1964      | KULAK    | Universidad católica |
|  | Katholieke Hogeschool Vives                      | 1995      | Vives    | Universidad católica |
|  | Hogeschool West-Vlaanderen                       | 1955      | HOWEST   | Universidad          |

## Deportes
| Equipo       | Deporte | Competición            | Estadio              | Creación |
| ------------ | ------- | ---------------------- | -------------------- | -------- |
| KV Cortrique | Fútbol  | Primera división belga | Guldensporen Stadion | 1901     |